# الدوري الأيرلندي لكرة القدم للسيدات 2015–16
الدوري الأيرلندي لكرة القدم للسيدات 2015–16 (بالإنجليزية: 2015–16 Women's National League)‏ هو موسم من الدوري الأيرلندي لكرة القدم للسيدات ‏. أشرف على تنظيمه Football Association of Ireland, Women's ‏، وفاز فيه Wexford W.F.C. ‏.